# Плиска японська
Плиска японська (Motacilla grandis) — вид горобцеподібних птахів родини плискових (Motacillidae).

## Поширення
Вид поширений в Японії та Південній Кореї. Бродячі птахи були зареєстровані на Тайвані, у східному Китаї та на далекому сході Росії. Мешкає у внутрішніх водно-болотних угіддях, на сільськогосподарських угіддях та в містах неподалік водойм.

## Опис
Японська плиска завдовжки близько 20 см. Статі виглядають схожими; у них білий низ і чорний верх, горло і спина. Є біла надбрівна смужка. Вони мають чорні дзьоби та темно-сірі ноги та ступні. Оперення молодих особин сіріше, ніж у дорослих особин.

## Спосіб життя
Харчується японська плиска комахами. Гнізда будує в дуплах біля води. За яйцями і пташенятами доглядають обидва батьки. У кладці від чотирьох до шести яєць.